# Daniel Frunzescu
Daniel Frunzescu (n. 11 iulie 1958, Sibiu) este un fost deputat român în legislatura 1992-1996, ales în județul Sibiu pe listele partidului PDSR.